# Аристодем
Аристодем (на старогръцки: Ἀριστόδημος, Aristodemos, Aristodemus) е в древногръцката митология цар на Спарта през 11 век пр.н.е. от династията на Хераклидите. Той е праправнук на Херакъл.
Син е на Аристомах, син на доридския цар Клеодай, внук на Хил и правнук на Херакъл и Деянира. Брат е на Кресфонт и Темен, с които завладява Пелопонес и чрез жребий го разделят.
Аристодем се жени за Аргея, дъщеря на Автесион, цар на Тива и правнук на Полиник. Те имат близнаците:
- Евристен, цар на Спарта ок. 1103 – 1061 пр.н.е.
- Прокъл, цар на древна Спарта ок. 1103 – 1062 пр.н.е.

След ранната му смърт синовете му са под регентсвото на чичо им Терас.